# Мирутко, Андрей Павлович
Андрей Павлович Мирутко (13 июля 1904 год, деревня Селище — 9 апреля 1980 год) — пастух колхоза имени Гастелло Минского района Минской области, Белорусская ССР. Герой Социалистического Труда (1966).

## Биография
Родился в 1909 году в деревне Селище. С 1930 года трудился в колхозе «Красный боец» Плещеницкого района. Во время Великой Отечественной войны воевал в составе партизанского отряда имени Котовского. Окончил войну в Восточной Пруссии. После демобилизации возвратился в родное село, где был избран председателем колхоза «Красный боец». В 1953 году переехал в Минский район. Трудился пастухом колхоза имени Гастелло Минского района.
Коровы из стада, которое обслуживал Андрей Мирутко, давали в среднем по 17 литров молока. Стал лучшим пастухом в Белоруссии. В 1958 году за свою трудовую деятельность был награждён Орденом «Знак Почёта».
Указом Президиума Верховного Совета СССР от 22 марта 1966 года удостоен звания Героя Социалистического Труда с вручением ордена Ленина и золотой медали «Серп и Молот».
С 1973 года — животновод колхоза имени Гастелло.
В 1977 году вышел на пенсию. Скончался в 1980 году.
Сочинения
- Працую пастухом 20 год: Расказ пастуха калгаса імя Гастэлы А. П.Мірутка / Мін. абком КПБ[2].